# Arenaria marschlinsii
Arenaria marschlinsii är en nejlikväxtart som beskrevs av Johann Friedrich Wilhelm Koch. Arenaria marschlinsii ingår i släktet narvar, och familjen nejlikväxter. Inga underarter finns listade i Catalogue of Life.